# Công Văn Trung
Công Văn Trung (16 tháng 9 năm 1907 tại Hà Nội – 17 tháng 5 năm 2003 tại Hà Nội) là một họa sĩ Việt Nam. Ông là học viên khoá I của trường Cao đẳng Mỹ thuật Đông Dương.

## Sự nghiệp
Công Văn Trung sinh tại xã Phú Thượng, huyện Từ Liêm (nay là phường Phú Thượng, quận Tây Hồ) trong một gia đình trung lưu.
Năm 1925, trong cuộc thi đầu tiên của Trường Cao đẳng Mỹ thuật Đông Dương, Công Văn Trung thay vì nộp hồ sơ tại Hà Nội, lại gửi hồ sơ sang tận Paris. Đến gần ngày thi cuối, hồ sơ của ông mới quay trở lại Hà Nội, đến tay ban giám khảo. Họa sĩ Nam Sơn, chủ khảo cuộc thi, đã đặc cách cho ông thi ngày cuối và thi các môn còn lại một mình do chính Nam Sơn coi thi. Ông đỗ thứ năm trong mười thí sinh trúng tuyển trong hơn 500 thí sinh. Nhớ ơn hoạ sư Nam Sơn, năm 2003 ông đã phát biểu: "Không có thầy Nam Sơn thì không có họa sĩ Công Văn Trung ngày nay". Mười người trúng tuyển thì hai người học kiến trúc, còn lại tám người học hội họa. Qua năm năm học, hai người bỏ ngang. Công Văn Trung tốt nghiệp hạng năm trong sáu sinh viên, bằng thứ hạng với khi thi vào. Cả sáu người sau này đều là những tên tuổi lớn của nền nghệ thuật tạo hình Việt Nam.
Ngay khi còn là sinh viên năm thứ ba, Công Văn Trung đã được Học viện Viễn đông Bác Cổ sang trường Mỹ thuật Đông Dương xin về làm việc, làm công việc đo đạc khảo cổ. Tại đây ông là người giỏi bậc nhất môn vẽ viễn cận. Ông là hội viên Hội Mỹ thuật Việt Nam từ khi thành lập hội (năm 1957). Công Văn Trung dạy ở trường Đại học Mỹ thuật Hà Nội một thời gian dài từ năm 1957, rồi sau này dạy ở Đại học Mỹ thuật Công nghiệp Hà Nội và nghỉ hưu ở đó. Nhiều học trò của ông trở thành họa sĩ danh tiếng như Đường Ngọc Cảnh, Kim Bạch, Lê Thiệp, Vũ Giáng Hương, Trần Khánh Chương....
Những tác phẩm của Công Văn Trung đậm gam màu nâu, thô mộc, thôn dã rất đặc thù dân tộc. Những tác phẩm tiêu biểu có Tháp chùa Bảo Minh, Bình minh đất nước, Mỏ Tĩnh Túc, Tham quan di tích lịch sử, Hoa đại đỏ chùa Thầy. Tác phẩm sơn khắc Phong cảnh Sài Sơn đã được Huy chương vàng ở triển lãm toàn quốc năm 1990 khi ông đã 83 tuổi. Công trình nghiên cứu từ hơn 30 năm Truyền thống nghệ thuật dân tộc Việt Nam được họa sĩ hoàn tất trước lúc qua đời.
Với tài năng và những tác phẩm của mình, Công Văn Trung đã được trao tặng Nhà nước Việt Nam Huân chương Lao động hạng nhì.
Năm 2003, ông là người cuối cùng trong số những học viên khoá đầu tiên Trường Mỹ thuật Đông Dương qua đời.

## Gia đình
Ông có ba người con: con trưởng Công Văn Nghĩa, con thứ Công Đức Viên (đều là giảng viên trường đại học Mỹ thuật), con gái út Công Thị Kim (giáo viên)